# Yamamoto Kakuma

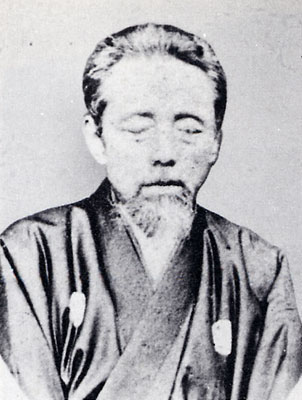
Yamamoto Kakuma, 31. Dezember 1892 (nach seinem Tod)

Yamamoto Kakuma (jap. 山本 覚馬; * 25. Februar 1828; † 28. Dezember 1892) war ein Samurai und Erzieher des Fürstentums Aizu und später Berater der Präfektur Kyōto zu Beginn der Meiji-Zeit.

## Leben

### Herkunft
Yamamoto Kakuma wurde 1828 in Aizu-Wakamatsu im Fürstentum Aizu als Sohn von Yamamoto Gonpachi (jap. 山本 権八, 1809–1868), einem Lehrmeister für Artilleriewesen und Samurai, und dessen Frau Saku (jap. 佐久, 1809–1896) in den Hoshina-Matsudaira-Klan geboren. Yamamoto hatte fünf Geschwister, von denen drei im Kindesalter starben. Seine zwei verbleibenden jüngeren Geschwister waren sein Bruder Saburō (jap. 三郎, 1848–1868) und seine Schwester Yae (jap. 八重, 1845–1932).

### Frühe Jahre

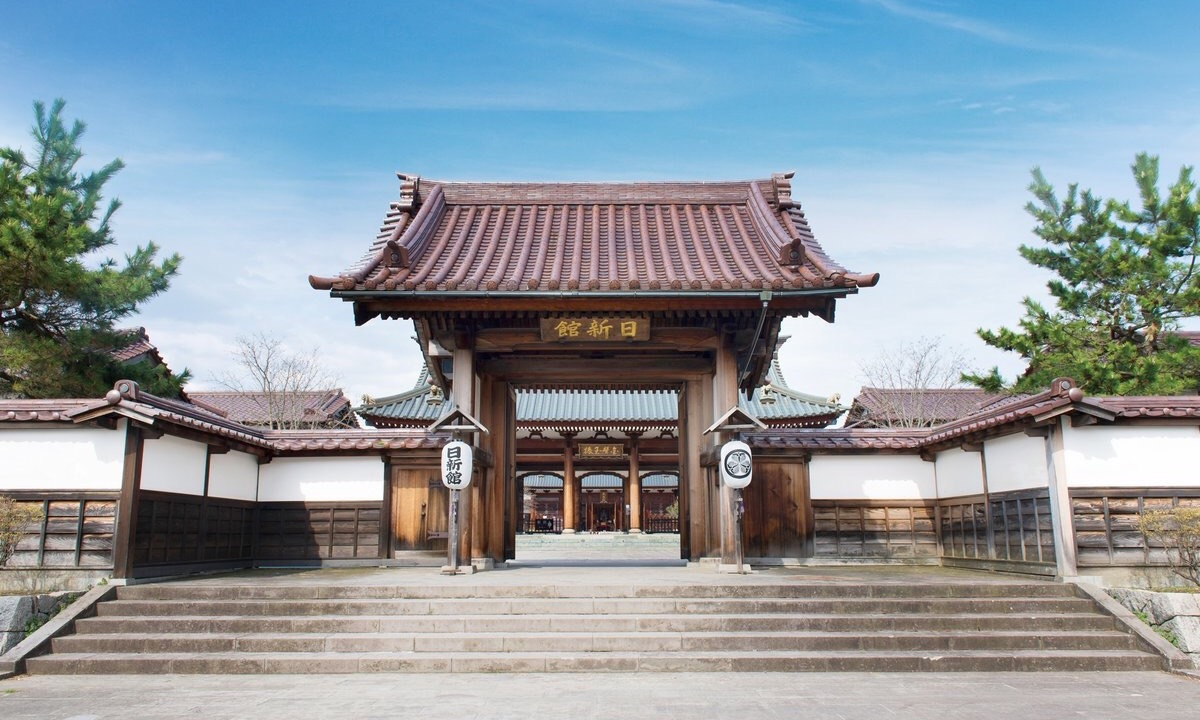
Südtor der Nisshinkan

Yamamoto war bereits als Kind äußerst begabt und lernte schon mit 4 Jahren zu lesen. Im Alter von 9 Jahren schrieb er sich in der Klan-Schule Nisshinkan (日新館) ein. Mit 22 Jahren ging Yamamoto aufgrund seiner guten Noten nach Edo, um unter Katsu Kaishū und Sakuma Shōzan Rangaku („Hollandkunde“) und Militärkunst zu studieren. Mit 28 Jahren kam er zurück nach Aizu-Wakamatsu und unterrichtete dort Hōjutsu (Schießkunst) und Rangaku an der Nisshinkan.
1862 wurde er Assistent des Daimyō Matsudaira Katamori (1836–1893) in dessen Rolle als Kyōto Shugoshoku und nach Kyōto berufen. Am 20. August 1864 kam es zum Aufstand am Hamaguri-Tor, bei dem Yamamoto gegen die Chōshū-Truppen kämpfte.

### Boshin-Krieg
1868 brach zwischen dem Tokugawa-Shōgunat und der kaiserlichen Armee der Boshin-Krieg (1868–1869) aus. Bei der Schlacht von Toba-Fushimi im Januar, der ersten großen Schlacht des Boshin-Krieges, starb mit 20 Jahren Yamamotos jüngerer Bruder Saburō infolge einer Schussverletzung. Yamamoto selbst wurde während des Krieges in Kyōto gefangen genommen und erblindete fast infolge einer Verletzung. Sein Vater starb in einer Schlacht am 1. November 1868 in Aizu. Auch seine Schwester kämpfte, überlebte aber wie der Rest seiner Familie die einmonatige Belagerung der Burg Aizu-Wakamatsu, an deren Ende sich der Aizu-Klan den kaiserlichen Truppen ergab.

### Arbeit als Berater der Präfektur Kyōto

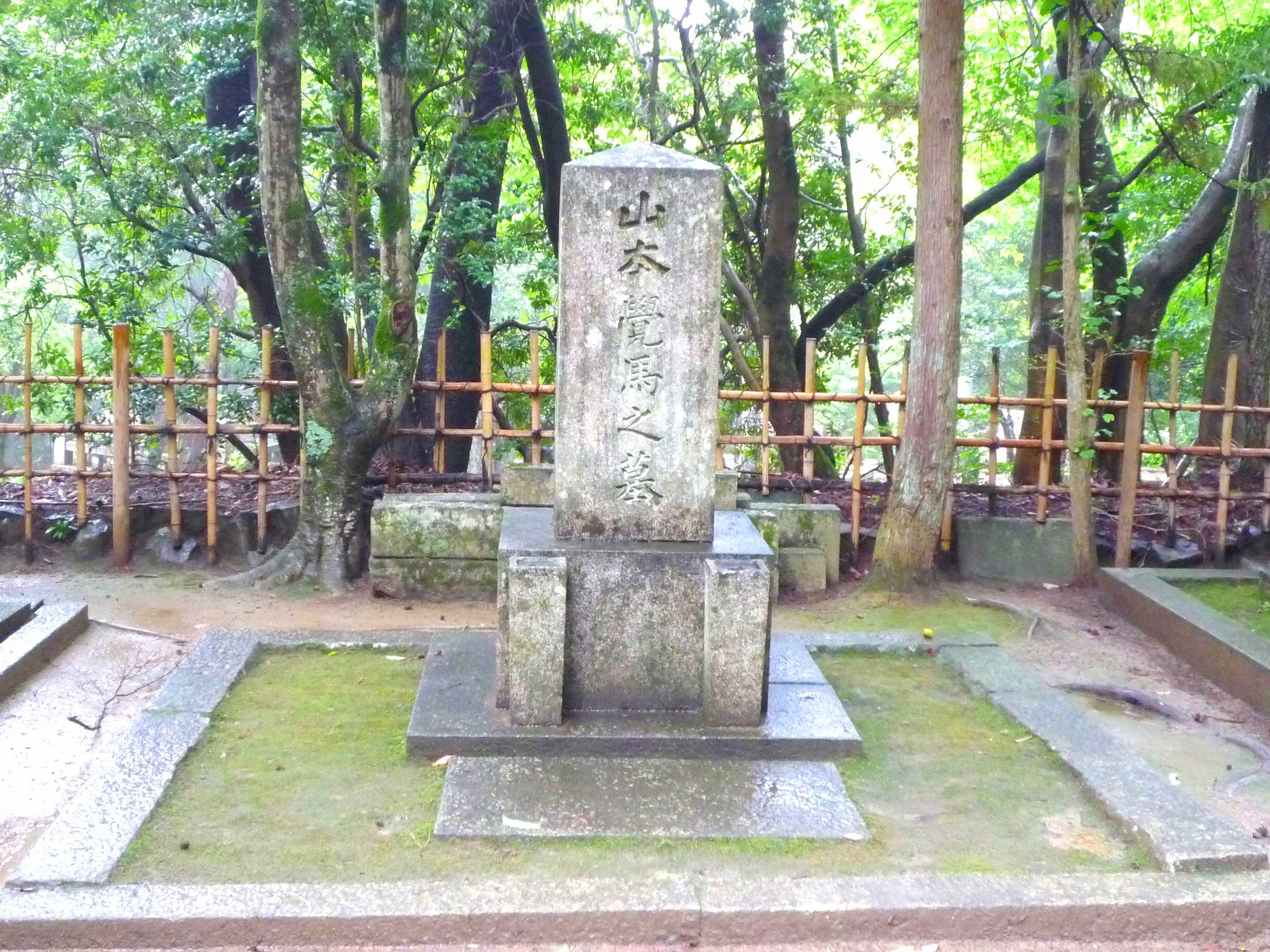
Grabstein Yamamoto Kakumas

1869 wurde Yamamoto zum Berater des Gouverneurs der Präfektur Kyōto Masanano Makimura (1834–1896) ernannt. Neben seiner Arbeit als Politiker schrieb er auch Bücher.
1871 zogen seine Schwester Yae, seine Mutter Saku und seine Tochter Mine von Aizu-Wakamatsu zu ihm nach Kyōto. Yamamoto ließ sich christlich taufen. Auch seine Schwester ließ sich im Januar 1876 taufen und heiratete Niijima Jō (jap. 新島 襄, 1843–1890), einen Bekannten Yamamotos, der 1875 mit ihm eine Englischschule (Dōshisha Eigakko) eröffnet hatte, die sich später zur Dōshisha-Universität weiterentwickelte. Der Name Dōshisha bedeutet „Gemeinschaft Gleichgewillter“ im Sinne einer Vereinigung protestantischer Glaubensgenossen. Am 24. Oktober 1876 eröffnete auch die Dōshisha-Mädchenschule, deren Schulleiterin Yamamotos Mutter Saku wurde.
Am 28. Dezember 1892 starb Yamamoto im Alter von 64 Jahren.

## Werke (Auswahl)
- 1873: The guide to the celebrated places in Kiyoto & the surrounding places for the foreign visitors

## Darstellungen in der Populärkultur
- 1986: Byakkotai, TV Asahi, als Nebenfigur dargestellt von Ryū Raita
- 2013: Yae no Sakura, NHK Taiga Dorama, als Nebenfigur dargestellt von Hidetoshi Nishijima